# Ngultrum Bhutan
Ngultrum (tiếng Dzongkha: དངུལ་ཀྲམ; IPA: /ŋýˈʈɑ́m/, phát âm gần giống nguy-tam, ký hiệu: Nu., mã giao dịch quốc tế: BTN) là đơn vị tiền tệ của Vương quốc Bhutan. Tên của tiền tệ này bao gồm hai từ ngul có nghĩa là "bạc" và trum có nghĩa là "tiền kim loại". Một đồng ngultrum được chia nhỏ thành 100 chhetrum (tiếng Dzongkha: ཕྱེད་ཏམ; IPA: /t͡ɕʰɛ́ˈʈɑ́m/, phát âm gần giống che-tam). Cục Quản lý tiền tệ Hoàng gia Bhutan, với vai trò là ngân hàng trung ương của nước này, chịu trách nhiệm in và đúc các mệnh giá tiền ngultrum. Hiện nay tỷ giá của đồng ngultrum Bhutan được cố định ngang giá vào đồng rupi Ấn Độ.

## Lịch sử
Trước đây, các đồng tiền kim loại lưu hành tại Bhutan có xuất xứ từ một xưởng đúc tiền tại Koch Bihar, một vùng do Bhutan bảo hộ và sau đó bị Công ty Đông Ấn Anh chinh phục. Bắt đầu từ năm 1789, Vương quốc Bhutan phát hành các đồng chhetram, phần lớn có mệnh giá 1⁄2 rupi. Thời kỳ này tại Bhutan chỉ sử dụng các đồng xu dập bằng búa với chất liệu bạc hoặc đồng. Đến năm 1929 thì thay bằng tiền xu  1⁄2 rupi chất liệu bạc và tiền xu 1 paisa (năm 1931) chất liệu đồng với phương pháp đúc hiện đại hơn. Vào năm 1950, đồng 1⁄2 rupi chất liệu niken được đưa vào lưu thông. Năm 1957, Bhutan đưa vào sử dụng tiền xu naya paisa (paisa mới), bên cạnh tiền kim loại do xưởng đúc Koch Bihar sản xuất. Các mệnh giá lưu hành năm 1966 bao gồm 25 naya paisa, 50 naya paisa và 1 rupi, được đúc bằng đồng trắng.
Khi nền kinh tế của Bhutan bắt đầu khởi sắc vào đầu thập niên 1960, quá trình tiền tệ hóa diễn ra vào năm 1968 đã dẫn đến sự thành lập của Ngân hàng Bhutan. Cuộc cải cách tiền tệ năm 1974 đưa vào lưu hành đồng tiền mới - đồng ngultram, với tỷ lệ 100 đồng chhetram đổi lấy 1 đồng ngultram và có tỷ giá được neo cố định vào đồng rupi Ấn Độ.
Thuật ngữ ngultram được cấu thành bởi hai từ: từ ngul trong tiếng Dzongkha nghĩa là "bạc" còn từ tram được mượn từ tiếng Hindi và có nghĩa là "tiền".
Năm 1974, Bộ Tài chính Bhutan bắt đầu phát hành giấy bạc các mệnh giá 1 ngultram, 5 ngultram, 10 ngultram và 100 ngultram. Năm 1982, Cục Quản lý tiền tệ Hoàng gia Bhutan được thành lập với tư cách là một ngân hàng trung ương và chịu trách nhiệm in, đúc tiền thay cho Bộ Tài chính từ năm 1983.

## Tiền kim loại
Năm 1974, các đồng 5 chhetram, 10 chhetram chất liệu nhôm, đồng 20 chhetram chất liệu đồng nhôm và các đồng 25 chhetram và 1 chhetram chất liệu đồng trắng được đưa vào sử dụng. Trong đó, đồng 5 chhetram có hình vuông và đồng 10 chhetram có hình lượn sóng. Các đồng tiền mới phát hành năm 1979 gồm có đồng 5 chhetram, 10 chhetram chất liệu đồng điếu, đồng 25 chhetram, 50 chhetram, 1 ngultram và 3 ngultram chất liệu đồng trắng. Đồng 25 chhetram chất liệu đồng nhôm cũng được phát hành vào năm 1979. Các đồng 5 chhetram và 10 chhetram gần như biến mất khỏi lưu thông. Hiện nay, đồng xu các mệnh giá 20 chhetram, 25 chhetram, 50 chhetram và 1 ngultram vẫn còn được sử dụng.
| Hình ảnh | Mệnh giá | Thông số kỹ thuật | Thông số kỹ thuật | Thông số kỹ thuật | Thông số kỹ thuật | Mô tả                                                                                      | Mô tả | Năm       | Năm             |
| Hình ảnh | Mệnh giá | Đường kính        | Độ dày            | Khối lượng        | Viền              | Mặt trước                                                                                  | Mặt sau | Phát hành | Ngừng lưu thông |
| -------- | -------- | ----------------- | ----------------- | ----------------- | ----------------- | ------------------------------------------------------------------------------------------ | --- | --------- | --------------- |
|          | Ch.20    | 22.00 mm          | 1.8 mm            | 4.5 g             | Có khía           | Hình ảnh người đàn ông cuốc đất cùng dòng chữ: ཀུན་ལ་བཟའ་བཏུང FOOD FOR ALL                   | Hình cách điệu của Quốc huy Bhutan cùng dòng chữ: འབྲུག BHUTAN CHETRUMS 20 ཕྱེད་ཊམ                                            | 1974      | Chưa            |
|          | Ch.25    | 22.20 mm          | 1.8 mm            | 4.6 g             | Có khía           | Hình ảnh đôi cá vàng may mắn cùng dòng chữ: ROYAL GOVERNMENT OF BHUTAN                     | Hình ảnh chùy kim cương đôi tượng trưng cho quyền lực thế tục và tôn giáo cùng dòng chữ: ཕྱེད་ཀྲམ་ཉེར་ལྔ། TWENTY-FIVE CHHERTUM | 1979      | Chưa            |
|          | Ch.50    | 25.85 mm          | 1.8 mm            | 6.9 g             | Có khía           | Hình ảnh bình báu bumpa cùng dòng chữ: ROYAL GOVERNMENT OF BHUTAN                          | Tám biểu tượng cát tường bao quanh chữ འབྲུག cùng dòng chữ: ཕྱེད་ཀྲམ་ལྔ་བཅུ། FIFTY CHHERTUM.                                     | 1979      | Chưa            |
|          | Nu.1     | 27.95 mm          | 1.7 mm            | 8.2 g             | Có khía           | Thiết kế pháp luân nằm giữa hoa sen rất công phu cùng dòng chữ: ROYAL GOVERNMENT OF BHUTAN | Tám biểu tượng cát tường bao quanh chữ འབྲུག cùng dòng chữ: དངུལ་ཀྲམ་གཅིག། ONE NGULTRUM                                        | 1979      | Chưa            |